# Água Azul (Guarulhos)
Água Azul é um bairro administrativo do município de Guarulhos, em São Paulo, localizado no distrito sede do município. Seus bairros limítrofes são Capelinha, Mato das Cobras e Morro Grande.
É um bairro muito arborizado composto pelas vizinhanças de Água Azul e Chácara Cerejeiras, em uma única gleba urbana dispersa, com grande número de vias sem pavimentação. É cercada por bosques, matas e sítios, por estar situada na zona rural de Guarulhos. Possui um lago na área urbana, que dá nome ao bairro. Segundo dados do censo de 2010, o bairro possui uma área de 4,80 km² e conta com uma população de 1,821 habitantes. Apesar de possuir poucos moradores, localiza-se no bairro muitos sítios de médio padrão, ocupados eventualmente.  
Suas vias principais de acesso são a Estrada Velha de Guarulhos-Nazaré cortando a parte oeste do bairro, a Avenida Ary Jorge Zeitune, que liga a estrada citada anteriormente à Ambev, Estrada do Morro Grande que liga o bairro de Morro Grande ao Bonsucesso, passando pelo bairro e por Mato das Cobras.
 
É servida por linhas que a conectam ao Terminal São João e ao bairro Mato das Cobras por uma frota de micro-ônibus. Dentro dos limites do bairro, está o mirante do Morro do Nhangussu, cartão postal da serra do Itaberaba no bairro, à beira da estrada do Jorge Zeitune.
Atualmente, o lago azul situado entre às avenidas Guanabara e Miami, é vítima constante de visitantes e moradores do bairro. Nos fins de semana e feriados, visitantes que usufruem do lago, deixam seus detritos esparramados pelas margens do mesmo. É muito triste e revoltante, ver pessoas que se dizem racionais, emporcalharem seu próprio local de lazer. Muitas pessoas já morreram neste lago, inclusive crianças. Mesmo assim, o que mais se vê, é muitas crianças totalmente desprotegidas de equipamento salva vida brincando dentro d'água, enquanto os seus responsáveis se embebedam. Além disso, tem também a poluição sonora oriunda de vários veículos, o que inviabiliza o entendimento entre as pessoas quando conversam. Isto acaba tirando a atenção dos pais ou responsáveis por crianças, a devida atenção nelas. O lago azul não tem guarda vidas, não tem posto médico de emergência, não tem barco ou canoa e não tem placas de aviso ou orientação para os seus frequentadores. Além do mais, as pessoas que o visitam, estacionam os seus veículos nos dois lados da avenida Guanabara, dificultando a circulação dos ônibus, demais veículos e pedestres.